# Classe Bajan
La classe Bajan fu una classe di incrociatori corazzati della Rossijskij Imperatorskij Flot, composta da quattro unità entrate in servizio tra il 1902 e il 1911. Le prime due unità della classe furono realizzate in cantieri dell'alleata Francia, mentre la costruzione delle restanti due fu affidata al Cantiere navale dell'Ammiragliato di San Pietroburgo.
La prima unità della classe, il Bajan, fu assegnata alla flotta del Pacifico e combatté contro l'Impero giapponese nell'ambito della guerra russo-giapponese; danneggiato dall'urto con una mina, l'incrociatore rimase bloccato con il resto della flotta a Port Arthur in Manciuria e venne infine affondato al suo posto d'ormeggio l'8 dicembre 1904 dal fuoco dell'artiglieria giapponese. Recuperato dai giapponesi alla fine della guerra, fu rimesso in sesto ed entrò in servizio con la Marina imperiale giapponese servendo come nave scuola e poi come posamine con il nome di Aso; radiato dal servizio attivo nel 1930, lo scafo fu affondato come bersaglio in esercitazione nel 1932.
Le altre tre unità della classe, entrare in servizio dopo il conflitto con il Giappone, furono assegnate alla Flotta del Baltico e operarono contro l'Impero tedesco durante la prima guerra mondiale. Il Pallada fu affondato l'11 ottobre 1914 all'imboccatura del golfo di Finlandia dai siluri di un sommergibile tedesco; le restanti due unità (il secondo Bajan e l'Admiral Makarov) sopravvissero al conflitto ma furono radiate per obsolescenza nel 1918 e i loro scafi vennero avviati alla demolizione nel 1922.

## Il progetto

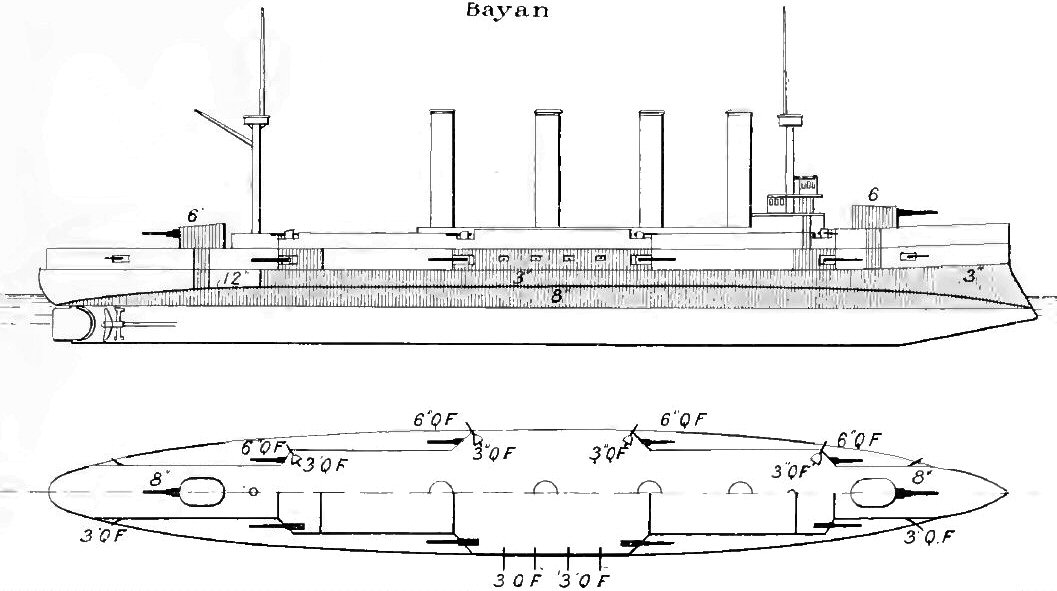
Schema delle unità tratto dal Brassey's Naval Annual del 1902

Le unità classe Bajan rappresentarono un elemento di differenziazione rispetto ai precedenti incrociatori corazzati entrati in servizio con la Marina russa, visto che il loro progetto puntava a realizzare una nave di più piccole dimensioni adatta a servire come esploratore davanti al grosso della flotta piuttosto che come unità destinata alla guerra al traffico mercantile. Autorizzata nell'ambito del piano di costruzioni navali del 1896-1902, la realizzazione del progetto fu affidata a una ditta francese, la Société Nouvelle des Forges et Chantiers de la Méditerranée di La Seyne-sur-Mer, visto che i cantieri navali russi si trovavano completamente saturi di nuove costruzioni in corso; i negoziati tra il governo russo e la ditta francese presero il via nel marzo 1897, e un contratto venne siglato nel maggio 1898 per la realizzazione di una unità nell'arco di 36 mesi.
Gli ufficiali russi rimasero favorevolmente impressionati dalla prima unità della classe, e decisero di ordinare ai francesi un secondo incrociatore dello stesso tipo nel febbraio 1904, poco dopo lo scoppio della guerra russo-giapponese. I cantieri russi erano ancora oberati di lavoro, così i vertici della marina decisero di ordinare semplicemente la costruzione di un'unità analoga al primo Bajan con solo piccole modifiche al progetto dettate dall'esperienza bellica. Questa condotta puntava a minimizzare il lavoro preparatorio richiesto al comitato tecnico della Marina, ma alla prova dei fatti si rese necessaria una maggiore cura dei dettagli e il contratto definitivo venne firmato solo il 20 aprile 1905; il contratto specificava che tutti gli schemi e i progetti dovevano essere consegnati alle autorità russe, onde consentire la costruzione di ulteriori due unità della classe presso i nuovi cantieri navali in fase di realizzazione a San Pietroburgo. I cambiamenti introdotti rispetto al progetto originario comportavano un aumento di peso, così la corazzatura delle altre tre unità realizzate venne ridotta in spessore rispetto all'unità capoclasse; l'adozione sulle nuove unità della più resistente corazzatura Krupp in luogo della precedente corazzatura Harvey usata sulla capoclasse comportò comunque un livello di protezione analogo tra le unità della classe.

## Caratteristiche generali

### Scafo e propulsione

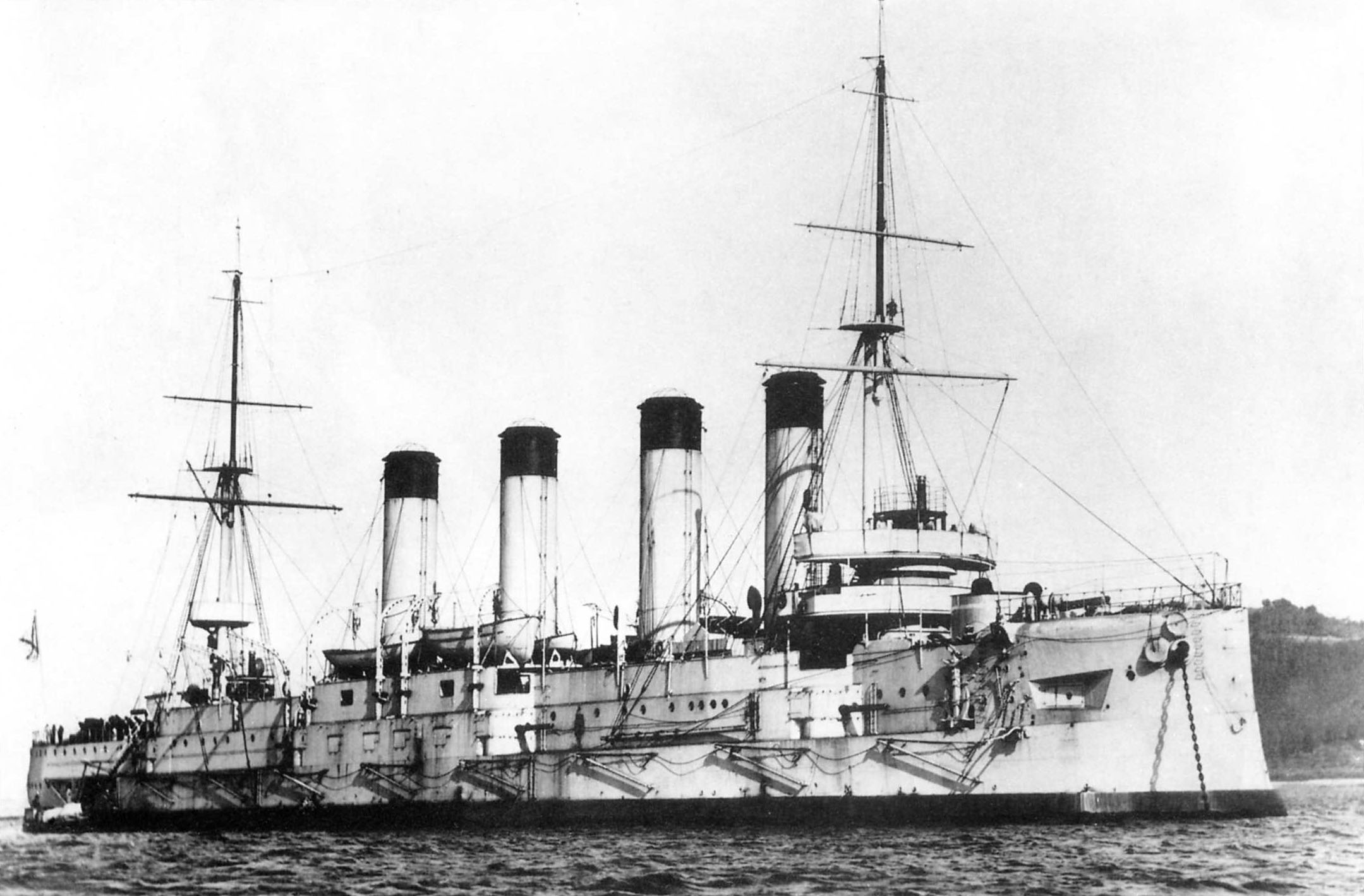
Il primo Bajan alla fonda a Tolone nel 1902

I Bajan avevano uno scafo con una lunghezza fuori tutto di 137 metri e una lunghezza tra le perpendicolari di 135 metri; la larghezza nel punto massimo raggiungeva i 17,5 metri e il pescaggio massimo i 6,7 metri, per un dislocamento che si aggirava sulle 7874 - 7927 tonnellate. L'equipaggio ammontava complessivamente a 573 tra ufficiali, sottufficiali e marinai.
Il sistema propulsivo si basava su due motrici alternative a tripla espansione, ciascuna azionante un albero motore dotato di elica, e alimentate da 26 caldaie a tubi d'acqua tipo "Belleville"; la potenza complessiva dell'impianto si aggirava sui 16 500 hp (12 300 kW) per una velocità di progetto di 21 nodi (39 km/h), per quanto alle prove in mare le unità svilupparono una velocità massima compresa tra i 20,9 e i 22,55 nodi (38,71 e 41,76 km/h). Le unità potevano imbarcare fino a 1118–1219 tonnellate di carbone come propellente, il che garantiva un'autonomia di 3900 miglia (7200 km) alla velocità di crociera di 10 nodi (19 km/h).

### Armamento

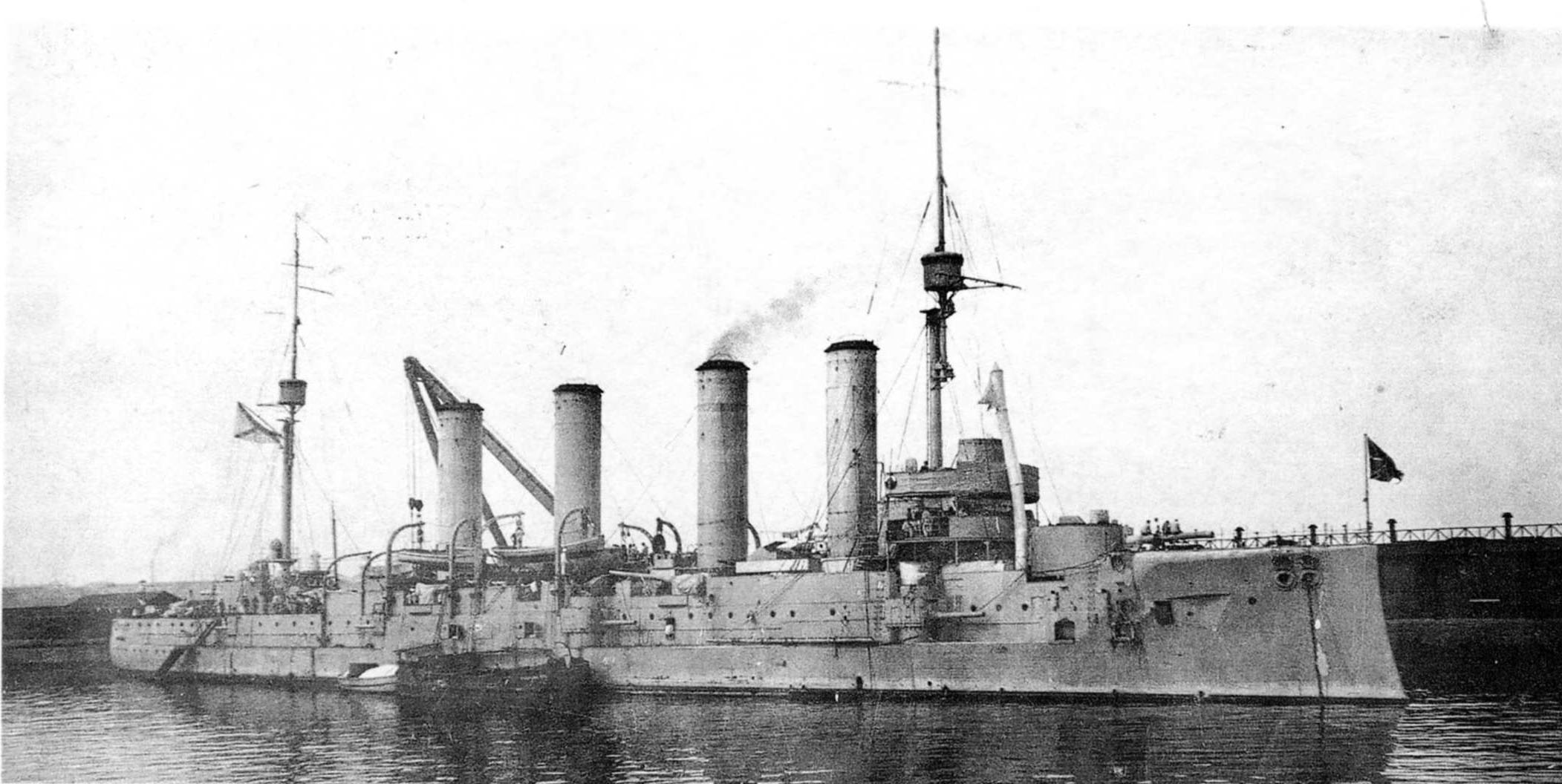
L'Admiral Makarov fotografato nel 1917

L'armamento di artiglieria principale dei Bajan era costituito da una coppia di cannoni da 203 mm Pattern 1892 con canna lunga 45 calibri, montati in torrette corazzate singole poste a prua e poppa della sovrastruttura; i pezzi potevano sparare un proietto da 87,8 chilogrammi alla velocità alla volata di 891 m/s, e con un'elevazione di 15° avevano una gittata di 11163 metri. La batteria d'artiglieria secondaria comprendeva otto cannoni da 152 mm Pattern 1892 con canna lunga 45 calibri, dei "cannoni Canet" a tiro rapido montati singolarmente in casematte lungo il bordo dello scafo; questi pezzi potevano sparare un proietto dal peso di 41,4 chilogrammi alla velocità alla volata di 792,5 m/s, ed erano capaci di una gittata di 11523 metri all'elevazione di 20°.
Gli incrociatori portavano poi un elevato numero di cannoni di piccolo rapido da impiegare come difesa ravvicinata dagli attacchi delle torpediniere. Questi comprendevano venti cannoni calibro 75 mm, di cui otto installati in casematte lungo i fianchi dello scafo e della sovrastruttura e il resto montati sopra le casematte dei pezzi da 152 mm in supporti a perno dotati di scudi blindati; i pezzi sparavano un proietto da 4,91 chilogrammi alla velocità alla volata di 862 m/s, ed erano capaci di una gittata massima di 7869 all'elevazione di 20°. Gli incrociatori portavano anche quattro (otto sul solo capoclasse) cannoni a tiro rapido Hotchkiss 47 mm installati nelle coffe dei tre alberi della nave; in aggiunta, il solo capoclasse portava due ulteriori cannoni a tiro rapido Hotchkiss da 37 mm.
L'armamento silurante del capoclasse si basava solo su due tubi lanciasiluri da 381 mm, installati uno per lato perpendicolarmente allo scafo; le tre unità successive avevano anch'esse solo due tubi lanciasiluri ma da 457 mm.

### Corazzatura
I Bajan avevano una cintura corazzata alla linea di galleggiamento spessa 175 o (solo il capoclasse) 200 mm in corrispondeva dei locali delle macchine; la cintura andava rastremandosi alle estremità dello scafo dove raggiungeva uno spesso dei 90-100 mm. Il fasciame superiore e le casematte dei pezzi da 152 mm erano protette da una corazzatura spessa 60 mm, mentre la protezione orizzontale era data da un ponte corazzato spesso 50 mm: nella parte centrale dello scafo vi era un'unica piastra corazzata spessa 50 mm, ma in altre zone si aveva una piastra da 30 mm collocata sopra due piastre da 10 mm. Le torri dei pezzi principali erano protette da una blindatura spessa 132 mm o (solo il capoclasse) 150 mm, con barbette protette da piastre blindate spese 170 mm. Le fiancate della torre di comando erano protette da piastre corazzate spesse 136 o (solo il capoclasse) 160 mm.

## Unità
| Nome            | Cantiere                               | Impostazione   | Varo            | Entrata in servizio | Destino finale |
| --------------- | -------------------------------------- | -------------- | --------------- | ------------------- | --- |
| Bajan (I)       | Forges et Chantiers de la Méditerranée | marzo 1899     | 31 maggio 1900  | dicembre 1902       | Affondato a Port Arthur l'8 dicembre 1904; recuperato dai giapponesi e rinominato Aso, impiegato come unità d'addestramento; radiato il 1º aprile 1930 e affondato come bersaglio in esercitazione il 4 agosto 1932 |
| Admiral Makarov | Forges et Chantiers de la Méditerranée | 3 aprile 1905  | 25 aprile 1906  | aprile 1908         | radiato per obsolescenza nel 1918, avviato alla demolizione nel 1922 |
| Bajan (II)      | Cantiere dell'Ammiragliato             | 15 agosto 1905 | 2 agosto 1907   | 30 novembre 1911    | radiato per obsolescenza nel 1918, avviato alla demolizione nel 1922 |
| Pallada         | Cantiere dell'Ammiragliato             | agosto 1905    | 28 ottobre 1906 | 8 febbraio 1911     | affondato l'11 ottobre 1914 all'imboccatura del golfo di Finlandia da un sommergibile tedesco |